# Normand Duguay
Pour les articles homonymes, voir Duguay.
Normand Duguay (né le 17 octobre 1941 à Rivière-au-Tonnerre) est un homme politique québécois. Il a été député péquiste de Duplessis du 6 octobre 1997 à 2003.

## Biographie
Normand Duguay est le fils de Gaspard Duguay et de Bella Boudreau.
Il travaille dans le domaine de la construction de 1962 à 1964. Il devient par la suite agent de bureau, responsable de l'administration des communications au ministère des Transports de 1964 à 1975. Il est ensuite vice-président, responsable de l'implantation du service de l'éducation de 1975 à 1980, secrétaire général de 1980 à 1988, puis représentant régional pour le territoire de la Côte-Nord, de 1988 à 1996, pour le Syndicat de la fonction publique du Québec.
Cofondateur de Lotopompier en 1976.
Lors d'élections partielles tenues le 6 octobre 1997, il est élu député dans la circonscription provinciale de Duplessis pour le Parti québécois. En 1998, il est de nouveau élu dans la même circonscription. Pour l'élection générale québécoise de 2003, il décide de ne pas se représenter à son poste.